# 남해 선구 줄끗기
남해 선구 줄끗기(南海 仙區 줄끗기)는 대한민국 경상남도 남해군 남면 선구마을에서 해마다 음력 정월 대보름날에 아랫마을을 남편으로 윗마을을 북편으로 나누어 시작되는 줄끗기는 세시풍속이며 이 지방의 민속놀이이다. 2003년 6월 12일 경상남도의 무형문화재 제26호로 지정되었다.

## 개요
선구마을에서 해마다 음력 정월 대보름날에 아랫마을을 남편으로 윗마을을 북편으로 나누어 시작되는 줄끗기는 세시풍속이며 이 지방의 민속놀이이다. 정월 대보름이 되기 며칠 전부터 각 집에서 고를 만들 짚을 모으고 어린이들은 다른 데서 훔쳐오기도 한다.
대보름날이 되면 아랫 당산에서 먼저 당산제를 지낸다. 이것은 반농 반어촌인 선구마을에 한 해 동안 풍농과 풍어를 빌며 해난사고의 방지, 마을의 번영을 기원하는 것이다. 일제강점기에 선구줄끗기 역시 완전히 없어졌다.
하지만 선구줄끗기를 복원하려는 움직임은 해방 직후부터 시작됐다. 이 마을에 사는 향토문화연구가 김찬중씨의 노력으로 중단된 민속놀이가 재현되었고 현재에는 선구줄끗기보존회에서 계승하면서 벚꽃축제 때는 관광객들에게 선보이기도 한다.
선구 줄끗기는 당산제-어불림-필승고축-고싸움-줄끗기-달집태우기 순서로 진행된다. 선구줄끗기에 사용하는 줄은 1개의 고에 문어발처럼 된 네 가닥의 작을 줄을 매달아 만든다. 줄끗기 전에 고싸움을 하여 그 결과에 따라 이기는 편이 숫고가 된다. 숫고가 되면 줄끗기 승부에서 이길 확률이 많기 때문에 숫고가 되기 위하여 힘을 다하여 싸운다. 암고, 숫고가 결정되면 2개의 고를 빗장으로 연결하여 줄끗기를 시작한다. 이때 여자들은 자기편의 줄을 무겁게 하여 이기려고 바닷가에 있는 몽돌을 치마에 담아 가지고 와서 치마폭에 싼 돌을 줄과 함께 움켜잡고 줄끗기를 했다고 한다.
줄끗기에서 암고가 이기면 풍농, 풍어가 된다고 믿고 있다. 줄끗기가 끝나면 승부에 관계없이 달집태우기를 하면서 화합을 다짐한다.
선구줄끗기는 제25회 경남도 민속예술경연대회(1993.10.13)에서 최우수상을 수상했고, 1994년에는 전국 민속경연대회에 경상남도 대표로 출연하기도 했다.

## 지정 사유
남해선구 줄끗기 놀이는 남해군 남면 선구리에서 해마다 정월대보름날 마을을 남편과 북편으로 나누어서 줄다리기놀이를 하는 전통적인 세시풍속으로써 그 역사가 오래되었다.
마을 주민들은 이 놀이를 통해서 풍농과 풍어를 기원했고 해난사고의 방지와 마을의 번영을 빌었으며 또한 주민 단합을 도모해왔다. 그러다가 일제 강점기의 민족문화 말살정책으로 이 놀이가 일시중단 되었다가 1947년부터 소규모행사로 재현되어 몇 년에 한번씨 연회되다가 1989년부터 김찬중씨에 의해 본격적으로 재현되어 현재까지 남해군의 대표적인 민속놀이로 정착하게 되었다.
김찬중씨는 어려서부터 이 행사에 참여하였고 1993년에는 경상남도 민속예술경연대회에서 최우수상을 수상하기도 하였다.
대개의 민속놀이가 원래의 모습에서 변질되고 행사위주의 일회적인 경우가 많은데 선구 줄끗기 놀이가 원형이 보존된 채로 명실상부한 대보름날의 세시풍속으로 해마다 연회되고 있을 뿐 아니라 이 지역의 문화행사에 빠지지 않고 시연되는 전통문화로써 주민들의 생활 속에 고스란히 자리 매김하고 있으므로 무형문화재로 지정 보존함이 타당하다고 사료된다.

## 참고 자료
- 남해선구줄끗기 - 국가유산청 국가유산포털